# Raúl Papaleo
Raúl Papaleo Pérez (San Juan, 11 oktober 1971) is een voormalig beachvolleyballer uit Puerto Rico. Hij nam eenmaal deel aan de Olympische Spelen en won een bronzen medaille bij de Pan-Amerikaanse Spelen.

## Carrière
Papaleo debuteerde in 1994 met Daniel Cardenas in de AVP Tour bij het toernooi van Hermosa Beach. Het jaar daarop nam hij met verschillende partners deel aan vijf AVP-toernooien. In 1996 speelde hij achtereenvolgens met Cardenas, Craig Moothart en Aaron Boss. Hij deed in totaal mee aan negentien toernooien en kwam daarbij tot een zevende plaats in Fort Myers. Datzelfde jaar maakte Papaleo in Carolina met Amaury Velasco zijn debuut in de FIVB World Tour. Het daaropvolgende seizoen was hij actief op 22 toernooien in de AVP Tour. Hij volleybalde onder meer met Cardenas, Rob Heidger en Kevin Wong. Met Wong nam hij deel aan twaalf toernooien en behaalde hij vier vijfde plaatsen (Cape Cod, Sacramento, Minneapolis en Orlando). In 1998 kwam hij bij vijf toernooien in de Amerikaanse competitie niet verder dan drie dertiende plaatsen en 2000 speelde hij een internationaal toernooi in Vitória met Willie De Jesus.
In november 2002 won Papaleo met Ramón Hernández de gouden medaille bij de Centraal-Amerikaanse en Caraïbische Spelen in San Salvador door de Mexicanen Juan Rodríguez en Tomás Hernández in de finale te verslaan. Het duo speelde vervolgens drie seizoenen in de World Tour. Het eerste jaar namen ze deel aan acht reguliere toernooien met een negende plaats in Stavanger als beste resultaat. In Santo Domingo wonnen ze bij de Pan-Amerikaanse Spelen de bronzen medaille tegen de Amerikanen David Fischer en Brad Torsone. Bij de wereldkampioenschappen in Rio de Janeiro bereikten ze de achtste finale, die verloren werd van de Zwitserse broers Martin en Paul Laciga. In 2004 deden Papaleo en Hernández mee aan veertien toernooien in de World Tour met twee negende plaatsen (Budva en Carolina) als beste resultaat. Het tweetal had zich bovendien geplaatst voor de Olympische Spelen in Athene. Daar strandden ze na drie nederlagen in de groepsfase.
Het jaar daarop speelden Papaleo en Hernández dertien toernooien in de mondiale competitie waarbij ze niet verder kwamen dan twee zeventiende plaatsen. Bij de WK in Berlijn verloren ze in de tweede ronde van het Braziliaanse duo Harley Marques en Benjamin Insfran, waarna ze in de herkansing werden uitgeschakeld door de Noren Kjell Arne Gøranson en Martin Engvik. Na het seizoen gingen Papaleo en Hernández uit elkaar. In 2006 speelde Papeleo vier wedstrijden in de World Tour met Joseph Gil en deed hij met Hector Soto mee aan de kwalificaties van het AVP-toernooi van Brooklyn. Met Gil behaalde hij bovendien een tweede plaats bij het NORCECA-toernooi van Boca Chica. In 2008 won hij met Hernández het NORCECA-toernooi van Carolina. Dat was tevens het laatste internationale optreden van Papaleo.

## Palmares
Kampioenschappen
- 2002:  Centraal-Amerikaanse en Caraïbische Spelen
- 2003:  Pan-Amerikaanse Spelen
- 2003: 9e WK